# Erebia subtusimitans
Erebia subtusimitans är en fjärilsart som beskrevs av Müller 1928. Erebia subtusimitans ingår i släktet Erebia och familjen praktfjärilar. Inga underarter finns listade i Catalogue of Life.